# 嶋木あこ
嶋木 あこ（しまき あこ、1月16日 - ）は、日本の漫画家。女性。千葉県出身。血液型はA型。

## 概要
1999年、「いろはにほへと」で第43回小学館新人コミック大賞少女・女性部門佳作を受賞し、同年、『Cheese!』（小学館）4月号に掲載されデビュー。
2012年、『ぴんとこな』で第57回小学館漫画賞少女向け部門を受賞、2013年7月よりTBSテレビにて連続TVドラマ化が決まり、その記事において累計100万部を超える作品と発表されている。

## 作品リスト
- 恋に落ちた王子様（2000年、全1巻）
- ちょこっとHな恋物語（他作家とのオムニバス作品、2000年、全1巻）
- むちゃくちゃ大好き。（2001年 - 2002年、全4巻）
- やきもちやきな恋物語（他作家とのオムニバス作品、2001年、全1巻）
- 悪いコたちの恋物語（他作家とのオムニバス作品、2002年、全1巻）
- 月下の君（2002年 - 2004年、全7巻）
- どきどきしすぎの恋物語（他作家とのオムニバス作品、「あぁ! 伊集院さま」収録、2003年、全1巻）
- 許婚旅館（2005年、全1巻）
  - 許嫁旅館 / ナイショの同居人 / 愛しのマントマン
- 僕になった私（2005年 - 2006年、全5巻）
  - 僕になった私 / 僕になった私〜特別編〜 / ノーパン娘。 / 私になった僕 / あぁ! 伊集院さま / キモチ変更線 / 私になりそうな僕 / まっすぐな彼女
- となりの守護神（ガーディアン）（2007年、全2巻）「となりの守護神」は2008年に舞台化された。
  - となりの守護神 / となりの守護神 番外編/ ロマンチスト リアルメイド
- 好きになるまで待って（2007年、全1巻）
  - 好きになるまで待って / 嘘と恋のはじまり / 1/3の彼氏 / 出会ったときに僕はもういない
- トリプルKISS（2008年、全2巻）
- ひきたて役の恋（2008年、全1巻）
  - ひきたて役の恋 / 一瞬の月 / コイビト境界線 / どこでもいっしょ
- 君は「好き」の代名詞（2009年、全1巻）
  - 君は「好き」の代名詞 / 下手くそ片想い / 永遠に眠れ
- ぴんとこな（2009年 - 2015年、『Cheese!』、全16巻）
- ぼくの輪廻（2016年 - 2020年、『Cheese!』、小学館[3]、全11巻）
- 殉国のアルファ〜オメガ・ド・ベルサイユ〜（2021年 - 、『Cheese!』[4]、既刊7巻）
- 今日は何する？（『Cheese!』2023年11月号[5] - 連載中、既刊1巻）
  1. 2024年8月26日発売[6]、ISBN 978-4-09-872787-2